# Vaskrensare
En vaskrensare är en sugkopp av gummi med skaft, ofta av trä. Det är ett verktyg som används för att göra sig av med proppar i vaskar, diskhoar, badkar, och andra vattenbehållare kopplade till ett avlopp.

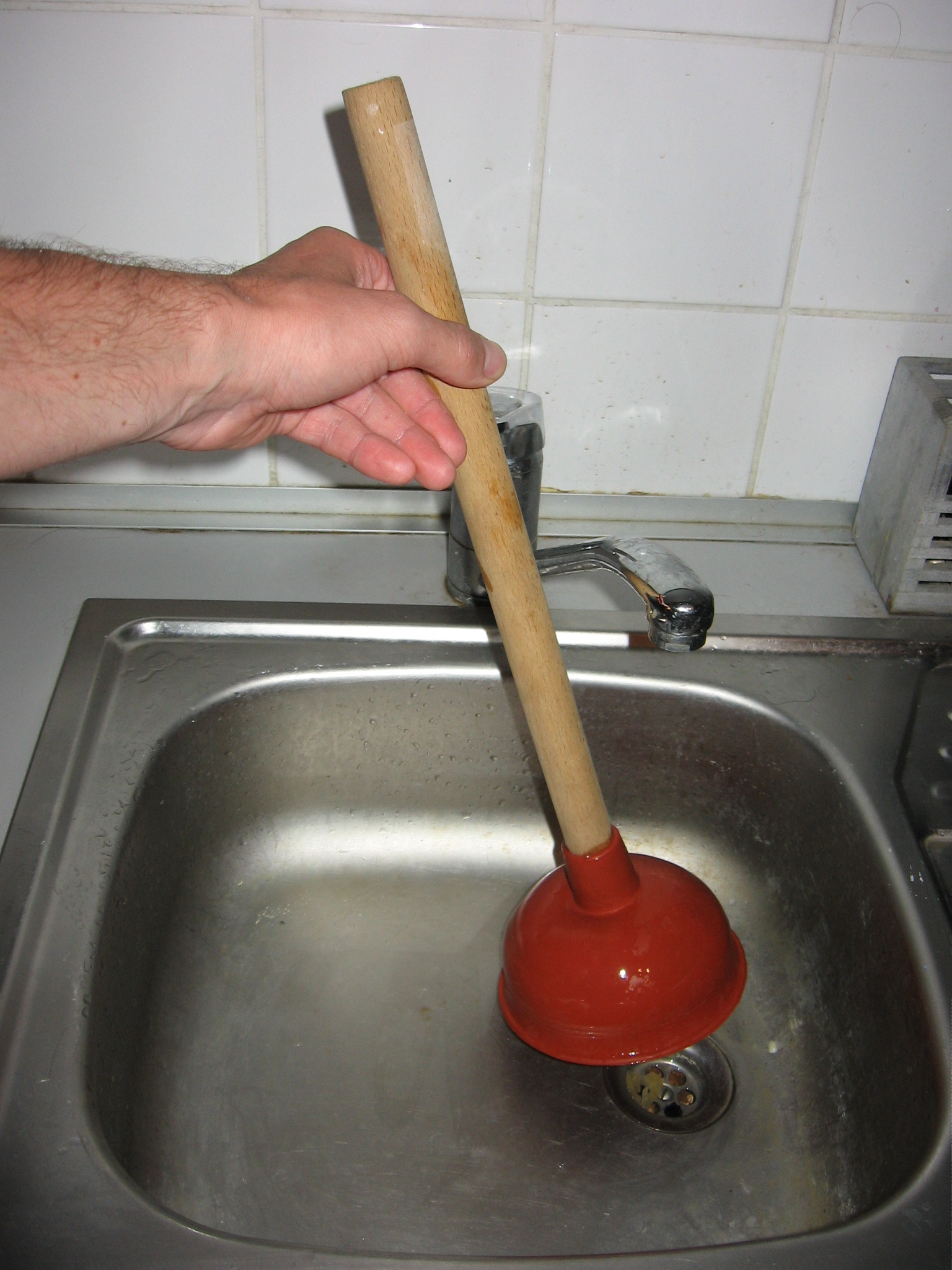
Vaskrensare i bruk.

Före användning skall helst åtkomligt hår och annan smuts i avloppssilen tas bort, och om möjligt täpps översvämningshålet igen med en våt trasa eller liknande. Vid användning trycks sugkoppen ner mot avloppet, och pressas antingen hårt in mot avloppet för att tvinga in luft eller vatten, eller trycks ner tills sugkoppen är platt, och dras sedan ut, för att lösa proppen genom undertrycket som då bildas. Syftet är att lösa upp eller bräcka loss en propp i avloppsrören. 
Vaskrensaren fungerar mer effektivt när avloppsöret innehåller vatten. Eftersom vattnet inte komprimeras kommer det att överföra mer av kraften som vaskrensaren utsätts för än vad luft gör. 
När vaskrensaren i sig inte är tillräcklig, används ofta en kemisk propplösare som komplement. Flexibla fjädrar att föra ner i avloppet med samma ändamål finns också till försäljning; dessa är långa styva linor av plast eller metall, ofta med en kula i änden, avsedda att förstöra proppen eller att få det som fastnat att lossna. Om ingen av dessa metoder hjälper, kan en rörmokare behöva kallas in.
Det finns olika typer av vaskrensare, dels en för vanliga vaskar, dels en avsedd för att lösa stopp i toaletter.